# Via iuxta Danuvium

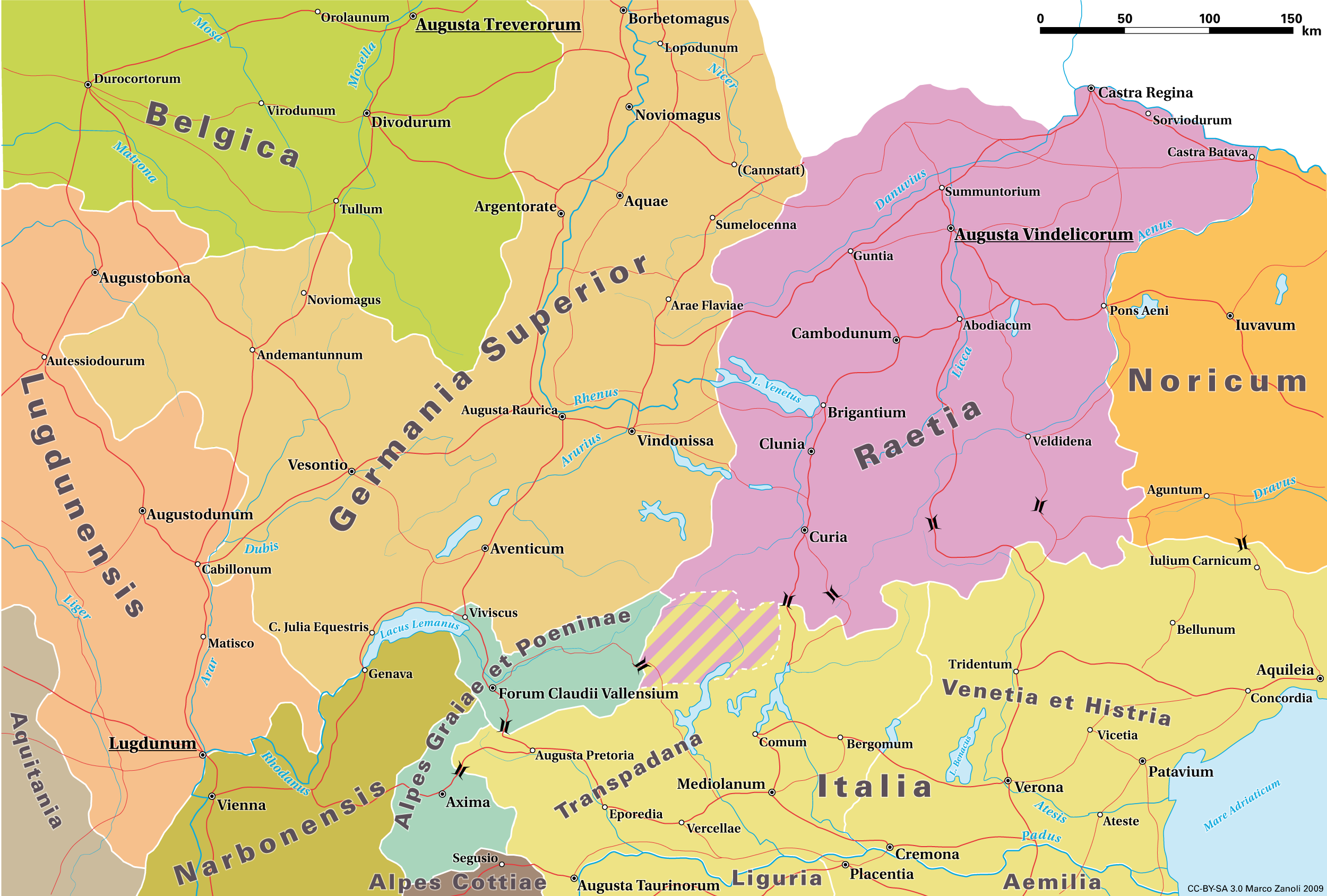
Le province romane e la rete stradale romana nel 150 d.C. circa

La strada militare e statale romana che corre lungo la sponda meridionale del Danubio, comunemente nota agli storici come Strada del Danubio meridionale (via iuxta Danuvium) e talvolta erroneamente chiamata strada del Danubio, fu costruita intorno all'anno 45 da Brigobannis (Castello di Hüfingen), vicino alla sorgente del fiume in direzione nord-est, inizialmente fino a Weltenburg. Circa 50 anni dopo fu estesa oltre Belgrado e da lì proseguita fino a Costantinopoli. Qui si fa principalmente riferimento al tratto occidentale della strada del Danubio meridionale situata nella provincia romana della Rezia.

## Descrizione

Il monumento archeologico della strada sud del Danubio presso l'antico passaggio dell'Isar con il forte di Moos-Burgstall

Nella sua parte più occidentale ed antica, la Strada del Danubio meridionale fu rinforzata da ovest ad est con i forti romani di Hüfingen (Brigobannis), Tuttlingen, Ennetach, Emerkingen, Rißissen, Unterkirchberg, Burlafingen, Nersingen e Günzburg (Guntia). Inizialmente la strada serviva principalmente a mettere in sicurezza il tratto retico del confine settentrionale dell'impero (linea tiberio-claudia del Danubio). Probabilmente fu progettata e costruita da Brigobannis, sotto la responsabilità dei pionieri della 21ª divisione, la cui base all'epoca era a Windisch (Vindonissa), la Legione Rapax (Legio XXI Rapax). Almeno fino all'80 d.C. una parte delle truppe necessarie a garantire la sicurezza del confine era dislocata nei nuovi forti lungo il Danubio, alcuni dei quali erano presidiati da truppe ausiliari, mentre altri ospitavano truppe di legionari nell'accampamento legionario di Windisch, ad ovest. Durante il I secolo d.C. ad Augusta non era presente ancora nessun accampamento legionario. Dal 15 a.C. fino al 95 d.C. circa, il Danubio superiore (in latino Danuvius) segnò il confine retico tra l'Impero Romano e la Germania non ancora occupata (Germania magna). La strada del Danubio meridionale, relativamente stretta con una larghezza di circa cinque metri, dritta e resistente alle intemperie, fu progettata coerentemente per il limitato compito militare di garantire la sicurezza ed il controllo del confine settentrionale della Rezia e dell'Impero dal punto iniziale del Danubio fino a Weltenburg, partendo da Windisch. Il tracciato della nuova strada ottimizzava le distanze di marcia attraverso il taglio ampio e rettilineo delle curve del fiume, evitava le aree alluvionali e, per ragioni di visibilità, seguiva preferibilmente le creste di lievi rilievi. Non fece alcuna concessione alle esigenze di trasporto degli insediamenti già esistenti all’epoca. Ad esempio, anziché avvicinarsi ad Augusta, che allora si stava dinamicamente espandendo ad est di Günzburg, mantenne il suo corso nord-orientale a una distanza media dal Danubio dai due ai cinque chilometri. Ciò significava, per esempio, che non era adatto a svolgere la funzione di alzaia per le imbarcazioni, che probabilmente non sarebbe stato auspicabile per il commercio. La provvisoria estremità orientale della nuova strada a Weltenburg aveva un'importanza militare perché la gola del Danubio, la Weltenburger Enge, lunga circa sei chilometri, e che iniziava ad est di Weltenburg, impediva che le tribù germaniche provenienti dal nord attraversassero il fiume da Weltenburg alla confluenza dell'Inn (Aenus), il confine orientale della Rezia. Dal punto di vista della politica commerciale e dei trasporti, la fine della strada a Weltenburg non era conveniente, perché creava un vicolo cieco inutile per il commercio ed il traffico civile verso est dall'incrocio della via Claudia con la Strada del Danubio meridionale a nord di Augusta.
Solo dopo la costruzione di una strada di collegamento tra Tuttlingen e Strasburgo (Argentoratum), la Kinzigtalstraße, intorno all'anno 75 sotto l'imperatore Vespasiano, il tratto occidentale della Strada del Danubio meridionale acquisì un'importanza notevole dal punto di vista commerciale e militare fino alla fine del I secolo. La strada collegava Augusta, che stava acquisendo importanza politica ed economica, la futura capitale della Rezia, con Magonza, capitale e centro militare della provincia romana dell'Alta Germania. Poiché Augusta non ospitò un proprio accampamento legionario fino al 175 circa, questo tratto della Strada del Danubio meridionale, che forniva il collegamento più breve da Augusta ai campi legionari di Strasburgo e Magonza sulla Rheintalstraße, aveva un'importanza strategica. Importanza sottolineata dal fatto che in questo periodo fu smantellato l'accampamento legionario di Windisch. Con lo spostamento del confine (Limes), verso la fine del I secolo, dal Danubio superiore a nord fino al Giura Svevo e nella zona del Neckar (Nicarus) tra Rezia e Germania Magna, e con la costruzione di una strada di collegamento molto più breve da Augusta a Magonza lungo il percorso Augusta - Günzburg - Cannstatt - Ladenburg - Magonza, il tratto occidentale della Strada del Danubio meridionale perse la sua strategica importanza militare e commerciale. Da quel momento in poi divenne poco più di una strada di collegamento locale. Lo stesso valeva per il tratto ad est di Günzburg, che era stato esteso fino a Ratisbona (Castra Regina), che all'epoca non esisteva ancora come città, ma che aveva poco traffico a causa dei nuovi collegamenti diretti tra Augusta e Günzburg. All'inizio del II secolo, sotto l'imperatore Traiano, furono ampliati nuovi, importanti tratti della strada del Danubio meridionale ad est della Rezia come linee di rifornimento strategico come preparazione logistica per le guerre dei Daci fino al Ponte di Traiano, vicino a Drobeta Turnu Severin (Drobeta) in Romania (vedi anche Tabula Traiana). Allo stesso tempo, il Danubio fu sistematicamente sviluppato come via d'acqua da Rißtissen fino oltre Belgrado.
Nel secondo terzo del III secolo, sotto la pressione delle invasioni delle tribù germaniche provenienti da nord, e a causa della mancanza di truppe, i romani riconquistarono il Limes alto-germanico-retico nella parte orientale della Rezia (ad est del fiume Iller) in modo relativamente ordinato verso sud fino al Danubio. A ovest dell'Iller la difesa della parte occidentale della Rezia fino al Lago di Costanza e all'Alto Reno fu di fatto abbandonata. Secondo un'ipotesi più recente (cfr. Limesfall), le frequenti catastrofi dovute alle inondazioni, attribuite al radicale disboscamento delle foreste alluvionali nelle valli dei fiumi, potrebbero aver contribuito allo spostamento del confine verso sud.
Il nuovo confine del Danubio (Danubio-Iller-Reno-Limes), sviluppato a partire dal 280 circa, correva da est a ovest tra Ratisbona e la foce dell'Iller, cioè poco ad ovest di Neu-Ulm. Da lì il Limes svoltava verso sud. Da qui il fiume Iller (Hilaria) fino a Kempten (Cambodunum) costituiva il nuovo confine. Da lì il nuovo Danubio-Iller-Reno-Limes attraversava territori aperti lungo l'Argen fino al Lago di Costanza (Lacus Brigantinus). Seguiva poi la sponda meridionale del Lago di Costanza e dell'Alto Reno fino a Basilea (Basilia) e da lì curvava verso nord seguendo il Reno (Rhenus).
La parte nord-occidentale della Rezia (l'odierna Württemberg Alta Svevia, la Foresta Nera (Abnoba montes) e il Decumatenland (Agri decumates) tra l'Alto Reno e la parte ormai abbandonata del Limes che correva da nord a sud) fu sistematicamente evacuata dai Romani. Di conseguenza, la parte occidentale della Strada del Danubio meridionale da Hüfingen ai piedi orientali della Foresta Nera, fino alla fortezza di Unterkirchberg sull'Iller, così come la Kinzigtalstrasse da Tuttlingen a Strasburgo, furono strade che persero il controllo romano a partire dalla metà del III secolo. Lo stesso valeva per il tratto settentrionale della strada tra Günzburg e Ladenburg. Il traffico est-ovest da Augusta a Magonza si spostò quindi nuovamente sulla Allgäustrasse. La Strada del Danubio meridionale fu ancora utilizzata per circa 250 anni nella parte nord-orientale della Rezia, che a seguito della riforma dell'imperatore Diocleziano divenne la provincia di Raetia secunda con capitale Augusta, sulla riva orientale dell'Iller a sud fino all'Allgäustrasse vicino a Kempten e fu quindi deviata in direzione di Bregenz (Brigantium). Il traffico da Augusta a Magonza, nelle province del Reno settentrionale e della Gallia, veniva gestito interamente dalla ben sviluppata Allgäustrasse, larga quasi dieci metri, e dal suo prolungamento verso ovest. Il traffico fu ora instradato da Bregenz attraverso la sponda meridionale del Lago di Costanza, più facilmente difendibile, dall'Alto Reno e Basilea fino a Magonza. Il viaggio da Augusta a Magonza (Mogontiacum) attraverso l'ansa del Reno vicino a Basilea tornò così ad allungarsi di 250 chilometri. Proprio come 200 anni prima.

## Storia
Nel 15 a.C., per ordine dell'imperatore Augusto, il confine settentrionale dell'Impero Romano fu spostato dal piede meridionale delle Alpi al Danubio, a cui i romani si riferivano con il nome celtico “Danuvius " e, come fiume continuo, con il nome greco " Ister " o "Hister". I due figliastri dell'imperatore, Druso e Tiberio, furono incaricati della campagna di conquista finale, passata alla storia come la campagna alpina . Nel 15 a.C., Druso condusse il suo esercito attraverso il Brennero ed il Passo di Resia nella zona di Garmisch-Partenkirchen . Tiberio, il futuro imperatore, raggiunse i passi alpini centrali come il Passo del Settimo,l'Alta Valle del Reno ed il Lago di Costanza (Lacus Brigantinus), dove stabilì il suo quartier generale su una delle isole. Si dice che in questa occasione Tiberio abbia visitato le sorgenti del Danubio. I due eserciti vittoriosi (vedi Tropaeum Alpium) si unirono al fiume Lech (Licus) a sud di Augusta (Augusta Vindelicorum). La campagna alpina servì inizialmente a mettere in sicurezza la vasta area dell'Italia settentrionale, che era stata più volte attaccata dai Celti provenienti dalle Alpi. L'occupazione della Vindelicia servì sicuramente anche alla preparazione ed alla protezione delle imminenti campagne di conquista dei romani nell'area della Magna Germania, che furono condotte immediatamente dopo dalla riva sinistra del Reno.
Da allora in poi l'alto Danubio costituì per 110 anni il confine settentrionale naturale e relativamente tranquillo dell'Impero Romano nel tratto che va dalla nascente provincia romana Rezia, in gran parte spopolata, alla "Germania libera" (Magna Germania), che non fu occupata dai romani. A sud del "confine umido" intorno alla metà del I secolo d.C. fu costruita una strada militare (dal latino via militaris ) da Hüfingen (Brigobannis) vicino alla sorgente del Danubio (caput Danuvii) a Weltenburg, con fortezze poste ad una distanza di una giornata di marcia, cioè da circa 25 a 35 km. Nei primi 50 anni della sua esistenza, nonostante un percorso inizialmente contorto sull'ansa del Reno vicino a Basilea, la strada faceva parte del collegamento più breve tra l'importante campo legionario Mogontiacum/Magonza e Augusta, che acquisì importanza politica ed economica solo nel I secolo d. C. e che, fino all'anno 170, dipendeva, in termini militari, completamente da Magonza. Dal 45 al 95 d.C. la Strada del Danubio meridionale ebbe un'importanza strategica eccezionale. Intorno all'anno 75, per ordine dell'imperatore Vespasiano, fu costruita una variante della strada del Danubio meridionale da Tuttlingen attraverso la valle Kinzig fino a Strasburgo, accorciando notevolmente il percorso fino a Magonza.
Fu solo sotto Domiziano, l'ultimo imperatore Flavio, che iniziarono, alla fine degli anni '80 del I secolo, i lavori per spostare il collegamento stradale strategico Augusta-Magonza più a nord della Strada del Danubio meridionale. Fu costruita una nuova linea diretta da Augusta a Magonza passando per Günzburg (Guntia), un importante attraversamento romano del Danubio, e Cannstatt nella valle del Neckar. Il percorso è stato accorciato di circa 160 chilometri e la durata della marcia si ridusse di quattro o cinque giorni. Per proteggere la nuova via che si estendeva più a nord, anche il confine imperiale dovette essere spostato a nord dall'alto Danubio fino al Giura Svevo e all'attuale Franconia . Intorno al 90 d.C fu raggiunto il punto più settentrionale di questo trasferimento con la fortezza di Gunzenhausen. L'Imperatore Traiano (98–117 d.C.) fece di Augusta la capitale della provincia romana della Rezia. L'imperatore Antonino Pio (138–161) completò il Limes alto-germanico-retico che assicurò questo nuovo confine imperiale che fu definitivo in questa sezione fino alla metà del III secolo.

## Rete stradale

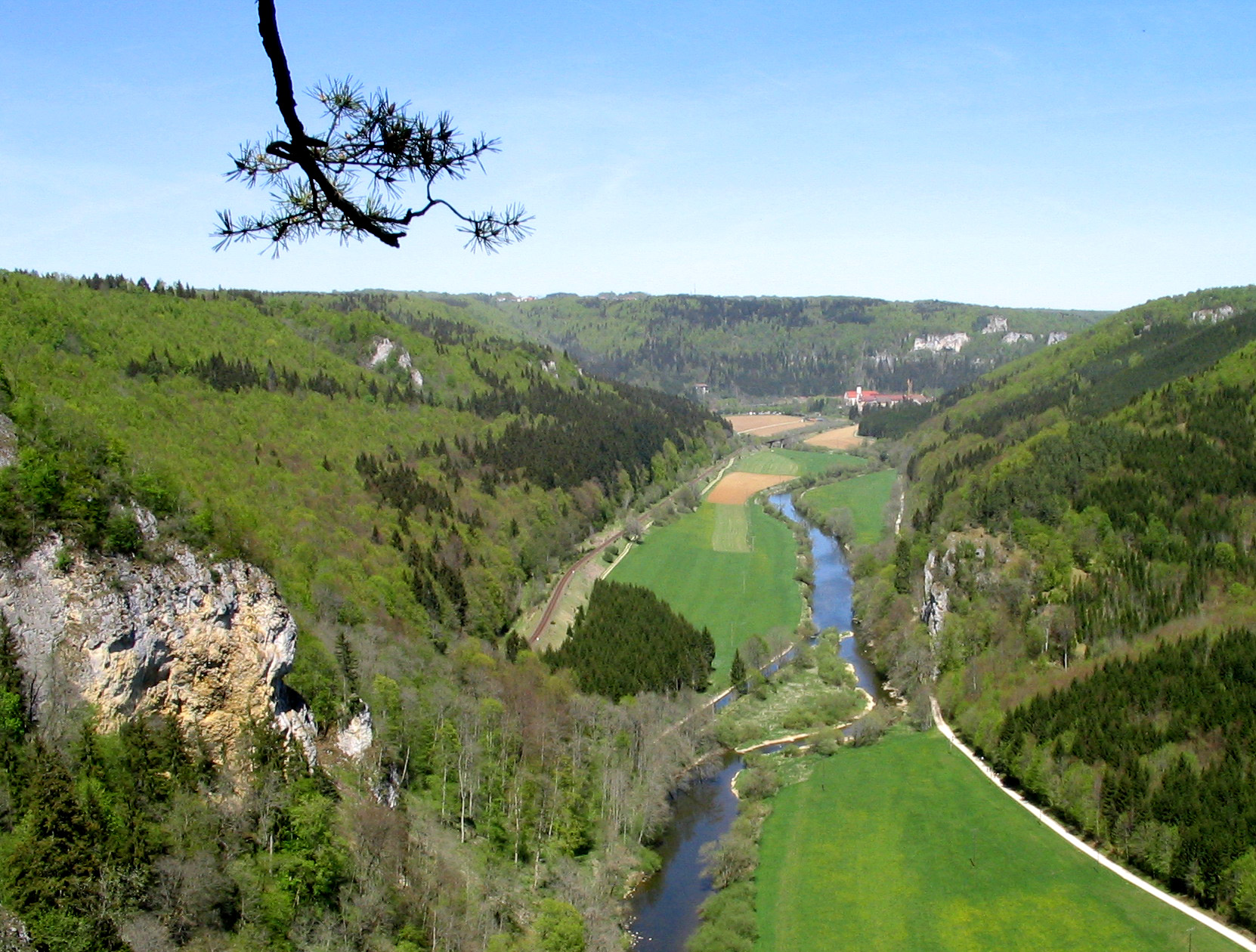
Danubio superiore

In relazione alla sicurezza del confine settentrionale romano, la strada del Danubio meridionale ebbe grande importanza nella seconda metà del I secolo. Non solo migliorò la sicurezza dei confini locali, ma inizialmente servì anche da collegamento tra la provincia romana della Rezia, che stava prendendo forma, e la sua vicina occidentale, la provincia della Germania superiore (Germania superior). È significativo che inizialmente la strada fosse estesa solo verso est fino a Weltenburg e non fino al confine con la provincia romana del Norico,cioè Passau, alla foce dell'Inn. Ciò assicurò che questa strada, e quindi il controllo del confine settentrionale della Rezia, dipendessero esclusivamente dal comando di Magonza e non da quello, più vicino del Norico. La strada militare creò inizialmente un asse strategico ovest-est lungo l'allora confine settentrionale dell'Impero romano, che non era direttamente collegato alla provincia del Norico, ma era connesso ad Augusta, che si stava affermando come futura capitale provinciale, e all'Italia attraverso l'asse nord-sud Via Claudia. Questo collegamento stradale consentiva rapidi spostamenti di truppe, soprattutto da ovest. La Via Claudia, proveniente da sud, quindi dall'Italia, si univa alla via del Danubio meridionale formano un innesto a T presso il forte di Mertingen (Submuntorium) a sud di Mertingen. Nel 74 d.C., il tratto occidentale della via del Danubio meridionale fu esteso da Tuttlingen attraverso la valle del Kinzig fino a Strasburgo (Argentoratum) a nord-ovest sotto il comando della legio VIII Augusta guidata da Gneo Pinario Cornelio Clemente. La cosiddetta variante Kinzigtal accorciava la distanza tra Augusta e Magonza di circa 260 chilometri. Negli anni precedenti alla costruzione della Strada del Danubio meridionale e della Kinzigtalspange, il percorso da Augusta a Magonza si snodava lungo la strada dell'Algovia passando per Bregenz (Brigantium) e Basilea (Basilia) lungo il Reno fino ad arrivare a Magonza. Già nel 46, la costruzione della strada del Danubio meridionale aveva accorciato questo percorso di qualche giorno di marcia, prima ancora della costruzione della Kinzigtalspange. Tra il 46 e il 74, il percorso Augusta-Magonza si snodava come in precedenza attraverso la strada dell'Algovia fino a Basilea, oppure dal punto più occidentale della strada meridionale del Danubio, vicino a Hüfingen, verso sud fino all'Alto Reno e da lì verso ovest, attraverso l'ansa del Reno vicino a Basilea, in direzione nord fino a Magonza.
La parte occidentale della Strada del Danubio meridionale vista da Günzburg (Guntia), seguiva una linea quasi retta verso sud-ovest per alcuni chilometri a sud del Danubio fino alla isolata montagna di Bussen . Questa vetta (spesso erroneamente considerata come la montagna più alta dell'Alta Svevia), visibile da lontano nel dolce paesaggio collinare, fungeva da punto di riferimento per i costruttori. La strada attraversava le pianure meridionali di questa montagna. Ad ovest di Bussen la strada si ricongiungeva nuovamente al Danubio e da lì ne attraversava la valle fino alla sua sorgente (Caput Danubii) ed al castello di Hüfingen, ai piedi orientali della Foresta Nera. Approssimativamente al confine tra le province romane della Rezia e dell'Alta Germania, si univa ad una strada romana più antica che da Brigobannis procedeva verso sud fino all'Alto Reno ed a Windisch ( Vindonissa). I costruttori che intorno alla metà del I secolo progettarono e costruirono la strada del Danubio da Windisch, intendevano utilizzarla esclusivamente come collegamento rapido da Vindonissa ai nuovi castelli sul Danubio lungo il confine retico. Con l'ampliamento del Kinzigtalspange negli anni 73-74 d.C., la via di collegamento abbreviata dal castello di Tuttlingen e Rottweil (Arae Flaviae) attraverso il Kinzigtal a Strasburgo, fu perseguito un nuovo scopo: accorciare la distanza tra Augusta e gli accampamenti legionari dell'Alta Germania di Strasburgo e Magonza. Di conseguenza, Vindonissa fu abbandonata come accampamento legionario. Con la costruzione del Kinzigtalspange fu annessa la regione delDecumatenland e il confine settentrionale retico fu spostato per la prima volta verso nord rispetto al Danubio. Grazie al nuovo collegamento diretto con Strasburgo e Magonza, la Strada del Danubio meridionale raggiunse nei successivi 25 anni la sua massima importanza militare e commerciale. Era di gran lunga il collegamento più breve e meglio sviluppato tra la Rezia e Magonza. Pertanto, in questo periodo furono costruiti per la prima volta diversi rappresentativi edifici in pietra in alcune località del Danubio tra Tuttlingen e Günzburg che fino ad allora erano costituiti principalmente da capanne di legno. Questa nuova importanza della Strada del Danubio meridionale terminò quando l'imperatore Traiano creò un collegamento ancora più diretto e più breve a nord da Augusta attraverso Günzburg e Cannstatt fino a Magonza intorno al 97 d.C.
Konrad Miller, il decano degli studi sui romani sull'Alta Svevia,  ha potuto riportare solo informazioni incomplete sul percorso delle strade militari romane nell'Alta Svevia. Nel 1891, insieme al geometra Denzel, ha esaminato ventuno zone della Strada meridionale. Hanno trovato una strada larga da 4,7 a 5,5 m, in pendenza, con fossati laterali su entrambi i lati. Il manto stradale, resistente all'inverno, era costituito da uno strato di pietra spesso 20-40 cm, sopra il quale era presente ghiaia locale. I romani chiamavano questo tipo di strada, in questo caso non lastricata, “via glareata” o “glarea strata”. La larghezza delle carrozze romane era di 105-115 centimetri, come si evince dai binari scolpiti nella pietra dei valichi alpini. Sulla Strada del Danubio meridionale, relativamente stretta, quando due carrozze si incrociavano, riuscivano comunque a passare senza dover effettuare lunghe manovre di sorpasso con una larghezza della carreggiata di circa cinque metri. Fuori dai centri abitati la strada si trovava al centro di un'area erbosa larga dai 14 ai 21 m, accuratamente tagliata e falciata, che permetteva di marciare in file di sei o otto quando le condizioni meteorologiche erano favorevoli. Dall'esperienza della sconfitta nella battaglia di Varo, i romani avevano imparato che le unità di marcia compatte, cioè non in formazione sparsa, aumentavano la sicurezza delle truppe durante le incursioni in aree boschive.La Strada del Danubio meridionale presso Nuova Ulma è stata esaminata per l'ultima volta nel 1986 e presso Unterfahlheim nel 1990.
La valutazione precisa dell'età dei tratti stradali tagliati si rivelò difficile, poiché la strada fu utilizzata e riparata successivamente in diversi tratti dopo il ritiro dei Romani nel III o V secolo. Intorno all'anno 800 Carlo Magno restaurò sistematicamente un gran numero di strade romane fatiscenti del suo impero. Il fatto che diverse chiese lungo il suo percorso siano state menzionate per la prima volta in documenti dell'800 (vedi Rißtissen, Bussen ) suggerisce che anche la Strada del Danubio meridionale sia stata una delle strade che furono restaurate in quel periodo.
La Strada del Danubio meridionale viene spesso segnalata nelle mappe attuali (o nelle mappe topografiche del passato) come “strada romana o militare”. Spesso le strade ancora utilizzate oggi (ad esempio, a Rißtissen) e i sentieri attraversano parzialmente il suo tracciato. Se la strada del Danubio meridionale fosse ancora completamente percorribile oggi, sarebbe ancora il collegamento più breve, rettilineo e con meno pendenza tra Ratisbona e Donaueschingen.